# Kalonéri
Kalonéri är en ort i Grekland.   Den ligger i prefekturen Trikala och regionen Thessalien, i den centrala delen av landet, 260 km nordväst om huvudstaden Aten. Kalonéri ligger 297 meter över havet och antalet invånare är 277.
Terrängen runt Kalonéri är varierad. Runt Kalonéri är det ganska tätbefolkat, med 75 invånare per kvadratkilometer. Närmaste större samhälle är Trikala, 17,9 km sydost om Kalonéri. Trakten runt Kalonéri består till största delen av jordbruksmark.